# فهرست دانشمندان ایرانی پیش از دوران معاصر
فهرست زیر فهرستی از دانشمندان، فلاسفه و علمای ایران قدیم است که پیش از دوران معاصر می‌زیسته‌اند.

## دانشمندان و دانشوران
| ۱   | زرتشت                           | از بزرگ‌ترین فیلسوفان باستان، مؤسس آئین مزدیسنا و بنیانگذار اولین دین توحیدی جهان که بر روی یهودیت، مسیحیت، اسلام و فلسفه یونانی افلاطون تأثیر بسزایی داشت. |                                           |
| ۲   | جاماسپ                          | ستاره‌شناس و فیلسوف دوران هخامنشیان |                                           |
| ۲   | جاماسپ (ساسانی)                 | فیلسوف. وی بیست و یکمین پادشاه ساسانی و برادر قباد یکم بود. |                                           |
| ۳   | هوشتانه                         | شیمی‌دان و فیلسوف دوران هخامنشیان |                                           |
| ۴   | آرتاخه                          | مهندس سازه زمان هخامنشیان و از سازندگان کانال آتوس |                                           |
| ۵   | بوبراندا                        | مهندس سازه زمان هخامنشیان و از سازندگان کانال آتوس |                                           |
| ۶   | آزونکس                          | شیمی‌دان و روان‌شناس زمان اشکانیان |                                           |
| ۷   | مانی                            | پزشک،نگارگر،شاعر، نویسنده و بنیانگذار آیین مانوی در دوران ساسانیان است. |                                           |
| ۸   | مولانا                          | بعد از اسلام مشکلی بروز امده لطفا به بخش بعد از اسلام مراجعه شود |                                           |
| ۹   | پاول پارسی یا پولُسِ پارسی        | منطق دان و فیلسوف دوران ساسانیان |                                           |
| ۱۰  | مزدک                            | فیلسوف زمان ساسانیان و موسس آیین مزدکیه |                                           |
| ۱۱  | برزویه پزشک                     | پزشک دوران انوشیروان ساسانی. وی گردآورندهٔ کتاب کلیله و دمنه بوده‌است. |                                           |
| ۱۲  | اثیرالدین ابهری                 | ریاضی‌دان و ستاره‌شناس. |                                           |
| ۱۳  | ابومحمود حامدبن خضر خجندی       | ریاضی‌دان و ستاره‌شناس. احتمال می‌رود که قضیه جیب (سینوس) مربوط به مثلثات کروی را او ابداع کرده باشد. وی ثابت کرد، به‌طور ناقص، که مجموع مکعب‌های دو عدد برابر با مکعب عدد سوم نمی‌شود. «یک کتاب درسی هندسه و اثری دربارهٔ مقدار میل دائرةالبروج به خجندی نسبت داده شده‌است.» |                                           |
| ۱۴  | عبدالحمید کاتب                  | زبان‌شناس و ابداع‌کنندهٔ نثر عربی. |                                           |
| ۱۵  | ابوداوود سلیمان                 | عالم دینی و نویسندهٔ کتاب سنن ابوداود |                                           |
| ۱۶  | ابوحنیفه نعمان بن ثابت          | بنیان‌گذار مذهب حنفی |                                           |
| ۱۷  | بونصر منصور                     | از مبتکران قضیه سینوس |                                           |
| ۱۸  | ابوسعید ضریر گرگانی             | ریاضی‌دان و ستاره‌شناس. وی رساله‌ای را دربارهٔ مسائل زمین‌شناسی و رسالهٔ دیگری در زمینه رسم نصف النهار نوشت. |                                           |
| ۱۹  | قطب‌الدین شیرازی                 | همه چیز دان، ستاره شناس، ریاضی دان،پزشک، فیزیکدان،موسیقی دان، فیلسوف و صوفی | [ ۱ ] [ ۲ ]                               |
| ۲۰  | ابوالوفا محمد بوزجانی           | ریاضی‌دان و ستاره‌شناس. وی واضع اتحاد مثلثاتی و قضیه سینوس‌ها بود و مشارکت‌های بسیاری در علم ریاضی و نجوم انجام داد. |                                           |
| ۲۱  | احمد بن فرخ                     | پزشک و نویسندهٔ دانشنامهٔ پزشکی و کتاب فرمول‌های دارویی |                                           |
| ۲۲  | احمد بن عماد الدین              | پزشک و شیمی‌دان. وی نویسندهٔ کتاب فی صناعة اکسیر می‌باشد. |                                           |
| ۲۳  | علوی شیرازی                     | پزشک سلطنتی دربار گورکانیان و نادرشاه | [ ۳ ]                                     |
| ۲۴  | محمد بن محمود آملی              | پزشک و فیلسوف | [ ۴ ]                                     |
| ۲۵  | ابوجعفر خازن خراسانی            | ریاضی‌دان و ستاره‌شناس. وی به کمک مقاطع مخروطی، معادلهٴ درجه سوم را که به معادلهٴ ماهانی موسوم است حل کرد. | [ ۵ ]                                     |
| ۲۶  | خواجه عبدالله انصاری            | فیلسوف و صوفی | [ ۶ ]                                     |
| ۲۷  | محمد آغاکرمانی                  | پزشک و نویسنده رساله در دندان‌پزشکی که امروزه تنها رساله دندانپزشکی موجود در کتابخانه ملی پزشکی ایالات متحده آمریکا است. |                                           |
| ۲۸  | آق‌سرایی                         | پزشک و نویسندهٔ خلاصهٔ کتاب قانون طب | [ ۷ ]                                     |
| ۲۹  | ابوحفصه یزید                    | پزشک |                                           |
| ۳۰  | محمد اکبر ارزانی                | پزشک |                                           |
| ۳۱  | محمودعلی استرآبادی              | پزشک |                                           |
| ۳۲  | محمد عوفی                       | دانشمند و تاریخ‌دان | [ ۸ ]                                     |
| ۳۳  | البوبصر                         | پزشک و اختربین | [ ۹ ]                                     |
| ۳۴  | محمد بن زکریای رازی             | همه‌چیزدان، پزشک، فیلسوف و شیمی‌دان | [ ۱۰ ] [ ۱۱ ]                             |
| ۳۵  | ابن ابی الاشعث                  | پزشک و مفسر آثار جالینوس |                                           |
| ۳۶  | ابوالحسن محمد عامری             | فیلسوف و منطق دان |                                           |
| ۳۷  | ابوالحسن اهوازی                 | ریاضیدان و ستاره‌شناس | [ ۱۲ ]                                    |
| ۳۸  | بهمنیار                         | فیلسوف | [ ۱۳ ] [ ۱۴ ]                             |
| ۳۹  | ابو جود                         | ریاضی‌دان | [ ۱۵ ]                                    |
| ۴۰  | حسین بن مسعود بغوی              | عالم دینی |                                           |
| ۴۱  | شیخ بهایی                       | ریاضی‌دان، منجم، مهندس، معمار، شاعر و فقیه |                                           |
| ۴۲  | احمدبن یحیی بلاذری              | تاریخ‌دان | [ ۱۶ ] [ ۱۷ ]                             |
| ۴۳  | ابومعشر بلخی                    | ستاره‌شناس. وی را بزرگ‌ترین ستاره‌شناس دربار عباسی دانسته‌اند. | [ ۱۸ ] [ ۱۹ ] [ ۲۰ ]                      |
| ۴۴  | ابوزید بلخی                     | ریاضی‌دان، جغرافی‌دان، پزشک و روانشناس |                                           |
| ۴۵  | ابن بلخی                        | تاریخ‌دان و جغرافی‌دان |                                           |
| ۴۶  | خالد بن برمک                    | مترجم زبان یونانی و سیاست‌مدار بودایی دوران عباسی. | [ ۲۱ ]                                    |
| ۴۷  | ابوالفضل بیهقی                  | تاریخ‌دان دربار غزنویان. | [ ۲۲ ]                                    |
| ۴۸  | ابوالحسن بیهقی                  | ریاضی‌دان، ستاره‌شناس، تاریخ‌دان و عالم دینی. | [ ۲۳ ]                                    |
| ۴۹  | ابوبکر بیهقی                    | عالم دینی و محدث |                                           |
| ۵۰  | محمدباقر وحید بهبهانی           | عالم دینی | [ ۲۴ ]                                    |
|     | ابن بی‌بی                        | تاریخ‌دان دربار سلجوقیان روم | [ ۲۵ ]                                    |
| ۵۱  | ابوریحان بیرونی                 | ریاضی‌دان، ستاره‌شناس، تقویم‌شناس، انسان‌شناس، هندشناس، تاریخ‌نگار، گاه‌نگار و طبیعی‌دان. بیرونی را بزرگ‌ترین دانشمندِ مسلمان و یکی از بزرگ‌ترین دانشمندانِ ایرانی در همهٔ اعصار می‌دانند. | [ ۲۶ ] [ ۲۷ ] [ ۲۸ ] [ ۲۹ ] [ ۳۰ ]        |
| ۵۲  | محمد بخاری                      | عالم دینی اهل سنت و نویسندهٔ کتاب مشهور صحیح بخاری که از صحاح سته و معتبرترین کتاب‌ها نزد اهل سنت به‌شمار می‌آید. | [ ۳۱ ] [ ۳۲ ] [ ۳۳ ]                      |
| ۵۳  | مولانا عبدالعلی بیرجندی         | ریاضی‌دان و منجم برجسته. وی آثار زیادی را برجا گذاشت و کتاب معرفت فلاحت وی در سال‌های اخیر به چاپ مجدد رسیده‌است. |                                           |
| ۵۴  | ابوعلی بلعمی                    | تاریخ‌دان و مترجم کتاب تاریخ طبری |                                           |
| ۵۵  | اخوینی بخاری                    | پزشک و از صاحب نظران درمانمالیخولیا |                                           |
| ۵۶  | ابوالقاسم مقانعی                | پزشک |                                           |
| ۵۷  | ابوحنیفه دینوری                 | همه‌چیزدان، گیاه‌شناس، ستاره‌شناس، جغرافی‌دان، ریاضی‌دان، تاریخ‌نگار و متخصص ذوب فلزات. وی را از بزرگ‌ترین گیاه‌شناسان مشرق زمین دانسته‌اند. |                                           |
| ۵۸  | ابن قتیبه دینوری                | تاریخ‌نگار | [ ۳۴ ] [ ۳۵ ] [ ۳۶ ] [ ۳۷ ]               |
| ۵۹  | ابن سهل                         | ریاضیدان، فیزیکدان و نورشناس ایرانی | [ ۳۸ ]                                    |
| ۶۰  | ابوبکر اسفراینی                 | پزشک | [ ۳۹ ]                                    |
| ۶۱  | ابن کثیر فرغانی                 | ستاره‌شناس | [ ۴۰ ] [ ۴۱ ]                             |
| ۶۲  | فارابی                          | کیهان‌شناس، ریاضی‌دان، فیلسوف و موسیقی‌دان. | [ ۴۲ ]                                    |
| ۶۳  | کمال‌الدین فارسی                 | ریاضی‌دان و فیزیک‌دان برجسته. از فعالان فیزیک نور و نظریه اعداد | [ ۴۳ ] [ ۴۴ ]                             |
| ۶۴  | ابراهیم فزاری                   | ریاضی‌دان و منجم |                                           |
| ۶۵  | سهل بن بشر                      | ریاضی‌دان و منجم یهودی ایرانی. وی منشی مازیار بود. |                                           |
| ۶۶  | بختیشوع                         | خاندان دانشمند مسیحی ساکن دانشگاه گندی‌شاپور. | [ ۴۵ ] [ ۴۶ ] [ ۴۷ ]                      |
| ۶۷  | محمد بن ابراهیم فزاری           | ستاره‌شناس | [ ۴۸ ] [ ۴۹ ] [ ۵۰ ]                      |
| ۶۸  | ملا محسن فیض کاشانی             | فیلسوف |                                           |
| ۶۹  | محمدقاسم فرشته                  | تاریخ‌نگار |                                           |
| ۷۰  | ابن فقیه همدانی                 | جغرافی‌دان و تاریخ‌نگار | [ ۵۱ ]                                    |
| ۷۱  | محمد بن ابوبکر فارسی            | ریاضی‌دان و ستاره‌شناس | [ ۵۲ ]                                    |
| ۷۲  | فضل بن روزبهان خنجی             | تاریخ‌دان و عالم دینی |                                           |
| ۷۳  | ابوسعید گردیزی                  | تاریخ‌دان و جغرافی‌دان | [ ۵۳ ]                                    |
| ۷۴  | ابوحامد محمد غزالی              | فیلسوف | [ ۵۴ ]                                    |
| ۷۵  | حکیم گیلانی                     | پزشک |                                           |
| ۷۶  | کوشیار گیلانی                   | ریاضی‌دان، ستاره‌شناس و جغرافی‌دان | [ ۵۵ ] [ ۵۶ ]                             |
| ۷۷  | اسماعیل جرجانی                  | پزشک | [ ۵۷ ]                                    |
| ۷۸  | ابوسعید ضریر گرگانی             | ریاضی‌دان و ستاره‌شناس | [ ۵۸ ]                                    |
| ۷۹  | رستم گرگانی                     | پزشک |                                           |
| ۸۰  | ابوسهل مسیحی                    | پزشک، ریاضی‌دان و منجم. وی نویسندهٔ کتاب المائة فی الصناعة الطبیة از مشهورترین کتاب‌های پزشکی است. | [ ۵۹ ]                                    |
| ۸۱  | محمدمهدی بن علی نقی شریف        | پزشک. وی کتابی به نام زادالمسافرین بود که دربارهٔ بهداشت در سفرها نگاشته شده. کتاب وی از کتاب‌های معروف است و هم‌اکنون نیز چاپ می‌شود. |                                           |
| ۸۲  | عبدالرحمن صوفی                  | ریاضی دان و ستاره‌شناس | [ ۶۰ ]                                    |
| ۸۴  | حکیم غلام امام                  | پزشک و نویسندهٔ رساله‌ای دربارهٔ درمان بیماری‌های نادر |                                           |
| ۸۵  | حکیم محمد شریف خان              | پزشک دربار گورکانیان. وی نویسندهٔ کتابی درباهٔ داروهای هندی می‌باشد. |                                           |
| ۸۶  | ابوعبدالله حاکم نیشابوری        | تاریخ‌دان، محدث و عالم دینی | [ ۶۱ ]                                    |
| ۸۷  | منصور حلاج                      | فیلسوف |                                           |
| ۸۸  | میر سید علی همدانی              | فیلسوف |                                           |
| ۸۹  | ابوالفضل هروی                   | ریاضی‌دان و ستاره‌شناس |                                           |
| ۹۰  | ابو منصور موفق هروی             | پزشک و داروشناس. او نویسندهٔ کهن‌ترین کتاب فارسی موجود در داروشناسی است. | [ ۶۲ ]                                    |
| ۹۱  | محمد بن یوسف هروی               | پزشک. وی آثار مهمی دربارهٔ آناتومی و آسیب‌شناسی بدن نوشت. وی همچنین دربارهٔ سالخوردگی نیز کتاب مهمی دارد. |                                           |
| ۹۲  | قوام‌الدین محمد حسنی             | پزشک. وی اشعاری آمیخته با علوم مختلف دارد که در کتابخانه ملی پزشکی ایالات متحده آمریکا نگهداری می‌شود. |                                           |
| ۹۳  | حبش حاسب                        | ریاضی‌دان، ستاره‌شناس و جغرافی‌دان. وی حبش برای حل مسائل اخترشناسی کروی، تبدیل مختصات، اندازه‌گیری‌های زمان، و بسیاری مسایل دیگر به مثلثات روی آورد و با تعریف جیب (سینوس) و تنظیم جدول مماس و ابداع نسبتی به نام ظلٌ که امروزه تانژانت گفته می‌شود و سرانجام تهیه جداول معادلات اخترشناسی معیار به دست می‌دهد. حاسب اولین کسی است که جداولی برای تابع‌های سینوس و تانژانت تهیه کرد او در حدود سال ۸۵۰ میلادی در زیج خود جدولی برای تابع‌های سینوس و تانژانت تهیه کرد. اختلاف بین دو درجه متوالی برای سینوس‌ها و تانژانت‌ها یک درجه بود و در هر دو مورد نتایج تا سه رقم شصت‌گانی درست بود. | [ ۶۳ ]                                    |
| ۹۴  | محمد بکتاش                      | فیلسوف، عارف و عالم دینی | [ ۶۴ ] [ ۶۵ ] [ ۶۶ ] [ ۶۷ ] [ ۶۸ ] [ ۶۹ ] |
| ۹۵  | عین‌القضات همدانی                | ریاضی‌دان، حقوق‌دان و فیلسوف | [ ۷۰ ] [ ۷۱ ] [ ۷۲ ]                      |
| ۹۶  | ابوالفرج علی بن حسین بن هندو    | پزشک و فیلسوف | [ ۷۳ ]                                    |
| ۹۷  | بختیشوع                         | خاندان دانشمند مسیحی ساکن دانشگاه گندی‌شاپور | [ ۷۴ ] [ ۷۵ ] [ ۷۶ ]                      |
| ۹۸  | همام بن منبه                    | عالم دینی و از تابعین و راویان حدیث |                                           |
| ۹۹  | حاسب طبری                       | ستاره‌شناس و ریاضی‌دان |                                           |
| ۱۰۰ | حمزه اصفهانی                    | تاریخ‌دان و فیلسوف | [ ۷۷ ]                                    |
|     | ابن ابی صادق                    | پزشک و فیلسوف. وی از شاگردان ابن سینا بود و به خاطر آثار باارزشش به بقراط ثانی معروف شد. | [ ۷۸ ]                                    |
| ۱۰۱ | ابن خردادبه                     | جغرافی‌دان، تاریخ‌نویس و موسیقی‌شناس. وی نویسنده اولین کتاب باقی‌مانده دربارهٔ جغرافیای اداری است. او راهنمایی برای مسافران نوشت و راه دریایی‌ای را که از ریزشگاه دجله به خلیج فارس در نزدیکی ابله آغاز می‌شد و به چین و هندوستان می‌رسید، توصیف کرد. او احتمالاً نویسنده نخستین اثر با عنوان عمومی مسالک و ممالک است و نخستین فردی است که کتابی در جغرافیای اقتصادی گردآوری کرده. |                                           |
| ۱۰۲ | ابن رسته                        | جغرافی‌دان. وی اطلاعات زیادی دربارهٔ سرزمین‌های اروپایی و غیرمسلمان آسیایی به مسلمانان منتقل هست و نوشته‌های جغرافیایی زیادی دارد و محاسبات مهمی در نجوم انجام داده‌است. |                                           |
| ۱۰۳ | محمدبن یوسف ایلاقی              | پزشک. وی از شاگردان این سینا بوده و خلاصه‌ای بر کتاب قانون طب وی نوشته. |                                           |
| ۱۰۴ | منصور ابن الیاس                 | پزشک و کالبدشناس. وی نویسندهٔ نخستین کتاب آناتومی رنگی جهان است و در کتاب خود انواع ارگان‌ها از جمله رگ‌ها و استخوان‌ها را بررسی کرده‌است. | [ ۷۹ ]                                    |
| ۱۰۵ | ابوالفتح اصفهانی                | ریاضی‌دان | [ ۸۰ ]                                    |
| ۱۰۶ | ابن سینا                        | همه چیزدان، پزشک، ریاضی‌دان، منجم، فیزیک‌دان، شیمی‌دان، روان‌شناس، جغرافی‌دان، زمین‌شناس، شاعر، منطق دان و فیلسوف. وی مشارکت‌های مهمی در علوم مختلف به ویژه پزشکی، نجوم و فلسفه داشت. وی کتاب قانون طب را در علم پزشکی و شفا را در فلسفه به نگارش درآورد. وی از جمله نخستین افرادی است که گذر زهره را رصد کرده‌است. | [ ۸۱ ]                                    |
| ۱۰۸ | جلال‌الدین محمد اصفهانی          | پزشک. وی دانشنامه‌ای پزشکی نگاشته‌است. |                                           |
| ۱۰۹ | حسینی اصفهانی                   | پزشک. وی دانشنامه جهان را به نگارش درآورد. |                                           |
| ۱۱۰ | اصطخری                          | جغرافی‌دان و نقشه‌کش بزرگ. وی نقشه‌های متعددی از مناطق گوناگون در کتاب‌هایش به تصویر درآورده است. |                                           |
| ۱۱۱ | ابوالعباس ایرانشهری             | همه چیزدان، ریاضی‌دان، تاریخ‌دان، طبیعی دان و فیلسوف. | [ ۸۲ ]                                    |
| ۱۱۲ | ابوحاتم مظفر اسفزاری            | ریاضی‌دان، ستاره‌شناس و مخترع. وی هم دورهٔ خیام بوده و با کمک وی تقویم کنونی ایران را اصلاح کرده‌است. |                                           |
| ۱۱۳ | جابر بن حیان                    | همه چیزدان، شیمی‌دان، ستاره‌شناس، فیزیک‌دان و فیلسوف. وی را پدر علم شیمی نوین می‌دانند. کشف مواد شیمیایی متعددی همچون هیدرو کلریک اسید، نیتریک اسید، تیزاب (مخلوطی از دو اسید یاد شده که از جمله اندک موادی است که طلا را در خود حل می‌کند)، سیتریک اسید (جوهر لیمو) و استیک اسید (جوهر سرکه)، همچنین معرفی فرایندهای تبلور و تقطیر که هر دو سنگ بنای شیمی امروزی به‌شمار می‌آیند، از جمله یافته‌های اوست. او همچنین یافته‌های دیگری دربارهٔ روش‌های استخراج و خالص سازی طلا، جلوگیری از زنگ زدن آهن، حکاکی روی طلا، رنگرزی و نم ناپذیر کردن پارچه‌ها و تجزیهٔ مواد شیمیایی ارائه داد. از جمله اختراع‌های دیگر او، قلم نوری است. قلمی که جوهر آن در تاریکی نیز نور می‌دهد. (احتمالاً با استفاده از خاصیت فسفرسانس این اختراع را انجام داده‌است) در آخر، بذر دسته‌بندی امروزی عنصرها به فلز و نافلز را می‌توان در دست نوشته‌های وی یافت. | [ ۸۳ ]                                    |
| ۱۱۴ | جغمینی                          | پزشک. وی خلاصه‌ای بر کتاب قانون طب ابن سینا به نام قانون شاه نوشته‌است. |                                           |
| ۱۱۵ | ایدمر جلدکی                     | شیمی‌دان |                                           |
| ۱۱۶ | عطاملک جوینی                    | تاریخ‌دان. وی نویسندهٔ کتاب تاریخ جهانگشای می‌باشد. |                                           |
| ۱۱۷ | امام‌الحرمین جوینی               | فیلسوف و عالم دینی |                                           |
| ۱۱۸ | ابوعبید جوزجانی                 | پزشک. وی از شاگردان ابن سینا بوده‌است |                                           |
| ۱۱۹ | جمال‌الدین بخاری                 | ستاره‌شناس. وی نقش مهمی در راهیابی ستاره‌شناسی اسلامی به چین داشته‌است. | [ ۸۴ ] [ ۸۵ ] [ ۸۶ ]                      |
| ۱۲۰ | عباس بن سعید جواهری             | ریاضی‌دان. وی مشاهدات ستاره‌شناسی را نیز انجام داده‌است. مهمترین کار او تفسیرش در مورد اصول اقلیدس بود که شامل نزدیک به ۵۰ گزاره بود. کار دیگر وی تلاش برای اثبات اصل توازی اقلیدس بود. | [ ۸۷ ]                                    |
| ۱۲۱ | ابوبکر کرجی                     | ریاضی‌دان و مهندی حفر قنات. وی مخترع تراز دایره‌ای و اختراع زاویه یاب و ارتفاع یاب بوده و در زمینه معادلات ریاضی با درجه بالای ۲ دستاوردهای مهمی داشته‌است. وی در زمینهٔ پیدایش آب‌های زیرزمینی و راه‌های استخراج آن‌ها نظریه‌ها و روش‌ها و اختراع‌های بدیعی داشته‌است. | [ ۸۸ ]                                    |
| ۱۲۲ | غیاث‌الدین جمشید کاشانی          | ریاضی‌دان و ستاره‌شناس. وی عدد پی را تا ۱۶ رقم اعشار و همچنین سینوس زاویه یک درجه را تا ده رقم صحیح شصتگانی حساب کرد. روش‌های کنونی چهار عمل اصلی و محاسبه جذر توسط وی اختراع شده‌اند. | [ ۸۹ ] [ ۹۰ ]                             |
| ۱۲۳ | سدیدالدین کازرونی               | پزشک |                                           |
| ۱۲۴ | برهان‌الدین کرمانی               | پزشک. وی از بزرگ‌ترین نویسندگان کتاب‌های پزشکی بوده‌است. |                                           |
| ۱۲۵ | شمس‌الدین کرمانی                 | عالم دینی |                                           |
| ۱۲۶ | خازنی                           | ستاره‌شناس. وی از شاگردان خیام بوده و در تدوین گاهشمار جلالی نقش مهمی ایفا کرده‌است. |                                           |
| ۱۲۷ | عمر خیام                        | همه چیزدان. ریاضی‌دان، فیزیک‌دان، ستاره‌شناس، فیلسوف و نظریه‌پرداز موسیقی. او نخستین کسی بود که نشان داد معادلهٔ درجهٔ سوم ممکن است دارای بیش از یک پاسخ باشد یا این که اصلاً جوابی نداشته باشند. مثلث خیام و بسط دوجمله‌ای خیام - نیوتون، محاسبهٔ مدار گردش کرهٔ زمین به دور خورشید تا ۱۶ رقم اعشار و اصلاح گاهشمار جلالی که امروزه در ایران استفاده می‌شود، از جمله کارهای وی بوده‌اند. | [ ۹۱ ]                                    |
| ۱۲۸ | سلطان‌علی خراسانی                | پزشک. وی کتابی با نام دستورالعلاج نوشت. |                                           |
| ۱۲۹ | بهاءالدین مروزی                 | ریاضی‌دان، ستاره‌شناس و جغرافی‌دان. وی به تکمیل نظریه‌ای پرداخت که بر اساس آن سیاره‌ها در دایره‌های موهومی حرکت نمی‌کنند، بلکه در داخل افلاک گردندهٴ جسمانی قرار دارند. این نظریهٴ عجیب پیشتر، توسط ابوجعفر خازن، و ابن هیثم بیان شده بود، تا فرض حرکت در میان اثیر و مشکلات ناشی از آن را حل کند: فشاری در پیش هر سیاره و کمبود فشار یا خلاٴیی در پس آن پدید می‌آید. | [ ۹۲ ]                                    |
| ۱۳۰ | محمد بن موسی خوارزمی            | همه چیز دان، ریاضی‌دان و ستاره‌شناس، فیلسوف، جغرافی‌دان و تاریخ‌دان. وی را پدر علم جبر و از بزرگ‌ترین ریاضی دانان تاریخ نامیده‌اند. وی نقشه‌های زمین و آسمان را تهیه کرد و نقشه بطلیموس را نیز اصلاح کرد. | [ ۹۳ ]                                    |
| ۱۳۱ | نجم الدین القزوینی الکاتبی      | پزشک، ستاره‌شناس، شیمی‌دان و فیلسوف. |                                           |
| ۱۳۲ | شمس‌الدین محمد خفری              | کلامشناس و حکمتدان. | [ ۹۴ ]                                    |
| ۱۳۳ | ابوسهل بیژن کوهی                | ریاضی‌دان و ستاره‌شناس. وی از برجسته‌ترین ریاضی دانان زمان خویش و مبدع پرگار تام می‌باشد. |                                           |
| ۱۳۴ | ابواسحاق کوبنانی                | ریاضی‌دان، ستاره‌شناس و ادیب | [ ۹۶ ]                                    |
| ۱۳۵ | ابوزین کحال                     | پزشک. وی نویسندهٔ کتاب شرایط جراحی می‌باشد. |                                           |
| ۱۳۶ | ابوعبدالله محمد بن عیسی ماهانی  | ریاضی‌دان، ستاره‌شناس و مهندس. معادله درجه سوم را به وی نسبت می‌دهند که در بین دانشمندان اسلامی به معادله ماهانی موسوم است. (معادله ماهانی: {\displaystyle x^{3}+c^{2}b=cx^{2}}) | [ ۹۷ ]                                    |
| ۱۳۷ | علی بن عباس مجوسی اهوازی        | پزشک و روانشناس. اثر معروف وی در علم پزشکی کتاب طب ملکی است. | [ ۹۸ ]                                    |
| ۱۳۸ | ابو طاهر مروزی                  | فیلسوف |                                           |
| ۱۳۹ | ابن ماسویه                      | پزشک. آثار کالبدشناسی و طبی زیادی به نام اوست، مخصوصاً دغل‌العین، که قدیمی‌ترین رسالهٴ منظم چشم‌پزشکی موجود به زبان عربی است و کتاب النوادر الطبیة که ترجمهٴ لاتینی آن در قرون وسطی رواج زیادی داشت. | [ ۹۹ ]                                    |
| ۱۴۰ | ماشاالله بن اثری                | ستاره‌شناس و اختربین | [ ۱۰۰ ]                                   |
| ۱۴۱ | ضیغم الدين محمد رزاق علی گیلانی | عالم حدیث، شاعر، حقوقدان و قاضی، فیلسوف. |                                           |
| ۱۴۲ | میرزا علی                       | پزشک |                                           |
| ۱۴۳ | ابوعلی مسکویه                   | پزشک، شیمی‌دان، فیلسوف و تاریخ‌دان. | [ ۱۰۱ ]                                   |
| ۱۴۴ | شرف‌الزمان طاهر مروزی            | پزشک و جغرافی‌دان دربار سلجوقی. وی کتاب طبائع الحیوان را در علوم طبیعی نگاشت و به مشاهدهٔ کرم‌های انگلی پرداخت. |                                           |
| ۱۴۵ | حمدالله مستوفی                  | جغرافی‌دان، مورخ، شاعر و نویسنده | [ ۱۰۲ ] [ ۱۰۳ ] [ ۱۰۴ ]                   |
| ۱۴۶ | ملاصدرا                         | متأله و فیلسوف. شهرت وی به خاطر نظریهٔ حرکت جوهری است. |                                           |
| ۱۴۷ | ابن مقفع                        | متفکر و مترجم. وی کتاب‌های زیادی از جمله کلیله و دمنه را از فارسی به عربی برگرداند. |                                           |
| ۱۴۸ | بنوموسی                         | ریاضی دانان، منجمان و فیزیکدانان که از فرزندان موسی بن شاکر خراسانی بودند. تألیفات ریاضی، نجومی، و مکانیکی متعددی بدیشان منسوب است، مهم‌ترینشان کتاب الفرسطون، کتاب مساحةالاءکر و قِسمةالزوایا بثلاثة اقسام متساویة و وضع مقدار بین المقدارین لتتوالی علی قسمة واحدة می‌باشد. | [ ۱۰۵ ]                                   |
| ۱۴۹ | ابواحمد منجم                    | موسیقی دان و ادیب. نگارندهٔ کتاب رساله فی الموسیقی. |                                           |
| ۱۵۰ | ماسرجویه                        | پزشک یهودی ایرانی بود که در دورهٔ امویان می‌زیست و به عنوان نخستین مترجم کتب پزشکی به عربی شناخته می‌شود. او در زمان خلافت مروان بن حکم مجموعهٔ طبی کُنّاش نوشتهٔ اهرن اسکندرانی (هارون اسکندرانی یا هرون اسکندرانی) را به عربی ترجمه کرد. همچنین کتاب‌های الالوان، کتاب الروائح و الطعوم منسوب به ماسرجویه است. | [ ۱۰۶ ]                                   |
| ۱۵۱ | علی بن شیخ محمدعبدالرحمن        | وی دانشنامهٔ پزشکی بزرگی به زبان فارسی نوشته‌است. این دانشنامه جواهرالمقال نام دارد. وی این دانشنامه را به شعر سروده. |                                           |
| ۱۵۲ | شهاب الدین آل النقوری           | پزشک. از آثار النقوری می‌توان به چند رساله و کتاب پزشکی از جمله واژه نامهٔ دارویی و کتابی در درمان به نام طب شهاب اشاره کرد. |                                           |
| ۱۵۳ | بنیامین نهاوندی                 | پزشک. او اساس قرائیم را که عنان ابن داوود آغاز کرده بود (نیمهٴ دوم سدهٴ هشتم) با تأکید بر ارزش تفکر آزاد تکمیل کرد. |                                           |
| ۱۵۴ | احمد نهاوندی                    | ستاره‌شناس. او در در جندی‌شاپور به رصدهای نجومی پرداخت و زیجی موسوم به مشتمل تألیف کرد. |                                           |
| ۱۵۵ | ضیاءالدین نخشبی                 | پزشک |                                           |
| ۱۵۶ | ناصرخسرو                        | از حکیم، شاعر، فیلسوف، و جهانگرد. وی بر اغلب علوم عقلی و نقلی زمان خود از قبیل فلسفه و حساب و طب و موسیقی و نجوم و کلام تبحر داشت و در اشعار خویش به کرات از احاطه داشتن خود بر این علوم تأکید کرده‌است. | [ ۱۰۷ ] [ ۱۰۸ ]                           |
| ۱۵۷ | ناتلی                           | پزشک و مترجم. وی کتاب گیاهان دارویی د ماتریا مدیکا اثر دیوسکوریدس را به عربی ترجمه نمود. |                                           |
| ۱۵۸ | نوبخت اهوازی                    | معمار و مترجم. وی از معماران شهر بغداد بود. |                                           |
| ۱۵۹ | ابوسهل فضل پسر نوبخت            | منجم. وی در دربار هارون الرشید خدمت می‌کرد. |                                           |
| ۱۶۰ | حسن بن موسی نوبختی              | فیلسوف و متکلم شیعه |                                           |
| ۱۶۱ | نظام الدین حسن نیشاپوری         | ریاضی‌دان، ستاره‌شناس، فقیه، مفسر و شاعر |                                           |
| ۱۶۲ | ابوالعباس نیریزی                | ریاضی‌دان و ستاره‌شناس. او اولین کسی است که کتانژانت را به کار برد و اولین کسی است که خط سیاه در رنگین کمان را کشف کرد و توضیح داد؛ و برای اولین بار کتابی در هواشناسی و ابزار آن نوشت. لبچوفسکی دنباله روی کارهای او بوده‌است. وی اثباتی بر قضیه فیثاغورس نوشت. |                                           |
| ۱۶۳ | بهاءالدین محمد نقشبند           | فیلسوف |                                           |
| ۱۶۴ | ابوالقاسم حبیب نیشابوری         | پزشک |                                           |
| ۱۶۵ | ابوالقاسم حبیب نیشابوری         | عالم حدیث. وی را از بزرگ‌ترین عالمان در علم حدیث می‌دانند. کتاب معروف وی صحیح مسلم می‌باشد. |                                           |
| ۱۶۶ | ابوالقاسم حبیب نیشابوری         | عالم حدیث. وی را از بزرگ‌ترین عالمان در علم حدیث می‌دانند. کتاب معروف وی صحیح مسلم می‌باشد. |                                           |
| ۱۶۷ | بهاءالدوله نوربخش               | پزشک. از مهم‌ترین کارهای او بیان تفاوت آبله با سرخک و بیان بیماری تب یونجه. کتاب بالینی بهاء الدوله خلاصةالتجارب می‌باشد. |                                           |
| ۱۶۸ | عمر نسفی                        | حقوقدان، مفسر و خداشناس |                                           |
| ۱۶۹ | احمد بن شعیب نسائی              | عالم حدیث. وی نویسندهٔ کتاب سنن نسایی می‌باشد. |                                           |
| ۱۷۰ | شهاب‌الدین زیدری نسوی            | مورخ و شاعر. او منشی سلطان جلال‌الدین خوارزمشاه آخرین شاه خوارزمشاهیان بود. |                                           |
| ۱۷۱ | حافظ ابونعیم اصفهانی            | عالم حدیث |                                           |
| ۱۷۲ | زکریای قزوینی                   | پزشک، جغرافی‌دان، تاریخ‌نویس و فیلسوف | [ ۱۰۹ ] [ ۱۱۰ ] [ ۱۱۱ ]                   |
| ۱۷۳ | قاضی سعید قمی                   | فیلسوف |                                           |
| ۱۷۴ | قمری بخاری                      | پزشک. وی از استادان ابن سینا و نویسندهٔ یکی از نخستین فرهنگ‌های پزشکی بود. |                                           |
| ۱۷۵ | علی بن محمد سمرقندی             | فیزیک‌دان، ریاضیدان، منجم، زبان‌شناس و متکلم |                                           |
| ۱۷۶ | علی بن ابراهیم قمی              | حقوقدان و عالم دینی. |                                           |
| ۱۷۷ | عبدالکریم قشیری                 | فیلسوف |                                           |
| ۱۷۸ | ابوعبدالله قضاعی                | تاریخ‌دان | [ ۱۱۲ ]                                   |
| ۱۷۹ | زین‌الدین علی بن حسین انصاری     | پزشک و داروساز. وی آثاری همچون تحفه السلاطین و مفتاح الخزائن را در علم طب نوشت. |                                           |